# 要庄遗址
要庄遗址，位于中国河北省保定市要庄，为保定市满城区的一个全国重点文物保护单位，类型为古遗址，公布时间为2013年5月。
要庄遗址的历史年代为商、周。